# Business Wire
Business Wire és una empresa estatunidenca de difusió de comunicats de premsa fundada per Lorry I. Lokey el 1961. Des del 2006 forma part del grup Berkshire Hathaway, de l'inversor Warren Buffett. El seu conseller delegat és Geff Scott.

## Presentació
Business Wire difon els comunicats de premsa publicats pels seus clients (empreses i organitzacions d'arreu del món) entre agències de premsa internacionals (AFP, Associated Press, Reuters, Bloomberg LP, Dow Jones, etc.), periodistes, llocs web (Yahoo!, Google, MSN, etc.), mercats financers, inversors (professionals i particulars) i bases de dades electròniques d'arreu del món.
Té 500 treballadors i uns 18.000 clients a escala global. Business Wire disposa d'oficines als Estats Units, així com a París, Londres, Frankfurt i Tòquio.
Els circuits de difusió reglamentària de Business Wire compleixen amb les obligacions de les principals places financeres de França, el Regne Unit, Alemanya, Suïssa, Suècia, els Estats Units, el Canadà i altres països.
Cathy Baron Tamraz en fou l'executiva en cap fins a l'abril del 2017.